# 일리언 7
《일리언 7》(영어: Children of the Corn: Revelation)은 미국에서 제작된 가이 메이가 감독의 2001년 슬래셔 공포 영화이다. 옥수수밭의 아이들 영화 시리즈 일곱 번째 작품이다. 클로뎃 밍크 등이 출연하였고, 조엘 스와손 등이 제작에 참여하였다.

## 줄거리
제이미는 할머니가 연락을 받지 않자 네브래스카주 오마하 아파트에 있는 할머니 댁을 찾는다. 이 아파트는 옥수수밭 바로 옆에 지어졌으며, 퇴거 통지서를 받았던 것으로 보이는 할머니의 모습은 보이지 않는다. 곧 아파트 주변을 돌아다니던 수상한 아이들이 아파트 관리자와 세입자들을 살해하기 시작한다.
제이미는 할머니가 어렸을 적에 어린이 목사 에이블이 이끌던 컬트에 속해있었다는 사실을 알게 된다. 이 컬트를 추종하던 아이들은 다 같이 텐트 안에 들어간 뒤 불을 질러 집단 자살했는데 유일한 생존자가 바로 할머니였으며, 불이 났던 자리 위에 이 아파트가 지어졌던 것이다.
한편 계속 제이미를 지켜보던 목사가 제이미를 찾아와 악마 "옥수수밭 고랑 뒤를 걷는 자"를 섬겼던 개틀린의 역사를 들려주는데...

## 출연
- 클로뎃 밍크 - 제이미 로웰 역
- 카일 캐시 - 암브리스터 형사 역
- 트로이 요크 - 제리 울릭, 아파트 관리인 역
- 마이클 로저스 - 스탠 역
- 크리스털 로 - 티퍼니, 스트리퍼 역
- 마이클 아이언사이드 - 목사 역
- 루이즈 그랜트 - 해티 솜스 역
- 숀 스미스 - 소년 목사 에이블 역
- 제프 밸러드 - 소년 1 역
- 테일러 홉스 - 소녀 1 역

## 기타 제작진
- 배역: 블레어 로
- 미술: 트로이 핸슨